# منطقه ویژه اقتصادی جازموریان
منطقه ویژه اقتصادی جازموریان پروژه عظیمی که در سال ۱۳۸۲ مورد تصویب قرار  گرفت تا منطقه جنوب کرمان و مناطق همجوار را از بحران های اقتصادی نجات دهد. با اینکه سالها از تصویب این طرح می گذرد،اما همچنان مورد بهره برداری قرار نگرفته است.
از فایده های اجرایی این پروژه بزرگ می‌توان به اشتغال گسترده مردم و کوتاه شدن دست دلالان و ارسال محصولات کشاورزی مردم جنوب کرمان به سراسر نقاط دنیا با بسته بندی توسط مردم می باشد.
از افراد جریان ساز و پیگیر به سرانجام رساندن این مطالبه مردم جنوب کرمان، عبدالستار بامری می باشد.